# Santana Rodríguez Palafox

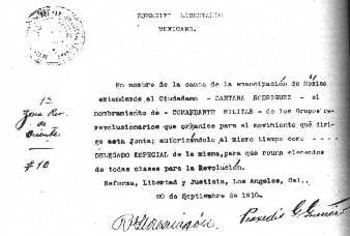
Nombramiento de "Santanón" expedido por la Junta del PLM.

Santana Rodríguez Palafox también conocido como El Santanón, nació en San Juan Evangelista, Veracruz, México.
Durante el porfiriato se destacó como "bandido social" que combatió las injusticias de los hacendados y contuvo ataques de la policía y las fuerzas militares de Porfirio Díaz.
Se unió a las milicias magonistas dirigidas por Hilario C. Salas y Cándido Donato Padua, quienes combatieron en la rebelión de Acayucan en 1906. Cuando Valeriano Ortiz a nombre del Partido Liberal Mexicano (PLM) tuvo contacto con Santana Rodríguez, éste le declaró que no tenía compromisos políticos con nadie, que solo se defendía de las fuerzas del gobierno, y cuando se le leyó el programa del Partido Liberal Mexicano, aceptó con agrado unirse a los revolucionarios; en poco tiempo la Junta Organizadora del Partido Liberal Mexicano otorgó a Santana Rodríguez el grado de comandante militar y lo nombró delegado especial.
A partir de entonces Santana Rodríguez inició su actividad militar como revolucionario enarbolando el programa del Partido Liberal Mexicano, atacó varias haciendas como la de San Carlos, cerca de Valle Nacional, Oaxaca, con el objetivo de liberar a los indios yaquis que ahí se encontraban confinados.
Murió en combate cerca de Acayucan en 1910 ante las fuerzas rurales de Francisco Cárdenas que tres años después (1913) sería tristemente célebre por ser el autor material del asesinato de Francisco I. Madero.